# Olle Elgenmark
Olle Elgenmark (né le 22 février 1936 à Stockholm, décédé le 24 décembre 2016 à Norrköping) est un organiste et compositeur suédois.

## Premières années
Elgenmark est le fils du pédiatre Olof Alfred Elgenmark (1908–1972) et Elsa Judith Elgenmark (née Hellsing) (1908–1937). Lorsque sa mère mourut alors qu'Elgenmark n'avait qu'un an, son père l'envoya pour être élevé par ses grands-parents maternels, Hanna Hellsing, (née Hempel, 1873–1957) et l'ingénieur en mécanique de Bolinders, Karl Gustaf Fridolf Hellsing (1873–1946). Les parents d'Olle Elgenmark étaient tous deux très talentueux sur le plan musical et chez les grands-parents la musique était toujours présente. En 1958, Elgenmark épousa Agneta Ström (née en 1937) avec laquelle il eut ensuite trois enfants.
Quand Elgenmark fut un jeune garçon, il reçut des leçons de piano, mais ce n'est qu'à l'âge de 15 ans qu'il s'intéressa à l'orgue d'église et voulut prendre des leçons d'orgue. En tant qu'étudiant au lycée Östra Real, il eut l'occasion de jouer sur le grand orgue de son école pendant 15 minutes chaque semaine. Dans une interview, Elgenmark raconta l'anecdote suivante: à l'âge de 17 ans, il suivit des cours particuliers d'orgue auprès du directeur musical et organiste Henry Lindroth. Ce dernier lui demanda après la première leçon: « Eh bien, quels sont vos projets pour l'avenir? – Je veux être ingénieur, répondit le garçon. – Hors de question ! Vous serez organiste, et rien d’autre ! » lui dit le directeur musical avec emphase. Elgenmark fut diplômé de l’Académie royale suédoise de musique (courant l’École royale supérieure de musique de Stockholm), où il étudia l'orgue avec Alf Linder et l'harmonie avec Henry Lindroth à partir de 1955, et où il reçut l'équivalent d'un diplôme des beaux arts en 1959, 1965 et 1966.

## Jeune organiste à Stockholm
Elgenmark fut musicien de 1959–1964 à l'église de Solna et organiste de 1965–1968 à la paroisse d'Engelbrekt (Hjorthagen) où il dirigeait ses propres compositions pour orgue, chœur, voix solistes et orchestre,. Dans l'un de ses premiers récitals avant l'âge de 20 ans, Elgenmark joua des œuvres de Frescobaldi, Scheidt, Buxtehude et Bach. Elgenmark visita souvent les différentes églises de Stockholm pour étudier les grands organistes des années 1950, tels qu'Oskar Lindberg, Otto Olsson et Waldemar Åhlén. En tant que jeune étudiant, il eut accès au grenier à orgue pour regarder le professeur Otto Olsson jouer de l'orgue dans l'église Gustav Vasa. Otto Olsson fit forte impression sur le jeune Elgenmark. En 1963, Elgenmark remplaça le successeur d'Otto Olsson, dont il et remarqua l´élégante écriture. Elgenmark lui-même avait une belle écriture calligraphique au stylo-plume.

## Compositions et inspiration
Les compositions d'Elgenmark se composent de centaines d'œuvres majeures et mineures: œuvres liées aux chorales pour orgue, chorales et solos, cantates, retranscriptions et autres. Alors qu’il était organiste à Stockholm et à Norrköping, il servit également pendant près de 20 ans comme chef de chœur. À cette époque, il écrivit une musique chorale arrangée pour de nombreux contextes musicaux différents. Ralph Gustafsson, professeur d'orgue à l'École royale supérieure de musique de Stockholm dit de lui : «avec ses six symphonies pour orgue extrêmement bien écrites, Elgenmark est notre compositeur de symphonie pour orgue le plus éminent [en Suède] ». « En tant que compositeur, Elgenmark se démarque de ses homologues suédois. Sa musique est un développement de la musique romantique pour orgue d'Otto Olsson, et s'écarte ainsi du langage tonal utilisé par ses collègues » écrivit son collègue Henric de Koster dans un article du Norrköpings Tidningar (Journal de Norrköping) 1996.

### Symphonies pour orgue
La première des symphonies pour orgue d'Elgenmark, A Carillon Symphony en mi bémol majeur, a été écrite à la demande de l'organiste de l'hôtel de ville de Stockholm, Åke Levén, alias Ralph Davier (1930 –2015) pour l'inauguration en août 1973 de l'orgue restauré dans le Hall bleu de la mairie de Stockholm. La symphonie fut écrite entre 1972 et 1973 et la première devait avoir lieu lors de cette inauguration. Mais l'orgue subit d'importants dégâts des eaux et le concert fut annulé. À la place, Åke Levén créa l'Adagio de la symphonie lors d'un concert au Royal Albert Hall de Londres en septembre 1973. La symphonie dure 45 minutes. L'Adagio de la Symphonie du Carillon a été retransmise sur la chaîne de radio suédoise P2 .
Dans une interview, Elgenmark raconta le processus de composition: « Cela commence souvent par une idée ou un sentiment. Ensuite, vous voyez ce que vous pouvez faire avec, quelles possibilités offre votre idée ». Bach était pour lui un modèle. Le thème de la deuxième symphonie, Sinfonia breve (1975) en ré mineur, est venu à Elgenmark alors qu'il attendait le train dans une gare de Londres en 1973. Il y eut un attentat à la bombe et les passagers avaient été retardés parce qu'ils furent fouillés. La symphonie a été décrite comme «un morceau de bonne qualité» lors du festival suédois d'orgue de 1995 à Stockholm. « La musique d'Elgenmark est très romantique et orchestrale et, bien sûr, le compositeur flirte parfois avec des sons impressionnistes qui ont même un air de jazz ». Après que Nils Larsson, organiste à l'église de Högalid de Stockholm, eut interprété la deuxième symphonie pour orgue en 2014, le directeur musical et critique Michael Bruze écrivit: « Dans l'ensemble, on peut ressentir une certaine mélancolie intemporelle et mystérieuse dans cette musique ». La symphonie dure 18 minutes et a été retransmise sur la radio suédoise. La symphonie pour orgue n ° 2 est représentée à Svensk Musik (Musique Suédoise).
Le motif d'introduction de la troisième symphonie, Symphonie élégiaque en mi mineur, vint à l'esprit d'Elgenmark en 1972, mais il fallut attendre 1990 pour que l'œuvre soit terminée. Ici, le deuxième mouvement Sarabande se démarque « avec des tons musicaux clairs et foncés » et  « une musique intime et chaleureuse sans trace de sentimentalité ». La symphonie dure environ 35 minutes et a été jouée à la radio. La symphonie pour orgue n ° 3 est représentée à Svensk Musik (Musique suédoise).
La quatrième symphonie, Festival Symphony en la majeur, a été écrite pour l'inauguration de l'orgue de l'église St. Matthieu (Matteus kyrka) après sa rénovation 1990–1992 par le facteur d'orgue Kenneth James & Son, d 'après le design d'Elgenmark lui-même. Elgenmark a postulé pour le poste d'organiste à l'église St. Matthieu, Norrköping en 1968, parce qu'elle avait un « instrument de premier ordre » qu'un ami étudiant lui avait recommandé, mais qui avait besoin d'être rénové. Ainsi, lorsque le nouvel orgue fut inauguré en 1992, il fut mis en valeur dans toute sa splendeur avec une symphonie nouvellement écrite. Le professeur Hans Fagius joua une Toccata raccourcie de la quatrième symphonie lors du festival de musique Norrköpingsljud (Le son de Norrköping) 2015. Il décrit la musique comme suit: « Le mouvement commence comme une toccata pour orgue française typique avec des figurations dans les mains sur un thème de pédale qui est ensuite soumis à un traitement approfondi.” En revanche, à la moitié vient une section plus calme avec des caractéristiques héritées de la musique romantique nationale suédoise. Le thème principal émerge de différentes manières polyphoniques, puis la toccata initiale revient, suivie alors d'un court canon avant que la pièce ne se termine par un tutti somptueux ». La symphonie dure 45 minutes et a également été jouée à la radio. La symphonie pour orgue n ° 4 est représentée à Svensk Musik, (Musique Suédoise).
La cinquième symphonie s'appelle Retrospecition, en sol mineur, et son nom fait allusion à une compilation de musique d'orgue anglaise des années 1950, en particulier la première pièce de cette collection écrite par Harold E. Darke. Les trois mouvements sont une ouverture en forme de sonate, une passacaille et une grande fugue, et tout cela émane du sujet de la fugue classique. La cinquième symphonie est monothématique, comme la sixième symphonie, appelée Enigma, en ut majeur.
Elgenmark a écrit six symphonies pour orgue et il commença la septième symphonie durant les dernières années de sa vie et écrivit un mouvement complet avec une fugue quadruple en si bémol mineur (une fugue sur quatre sujets). Le mouvement, probablement destiné au final, a été créé après la mort d'Elgenmark par l'organiste Mark Falsjö à Norrköping le 26 février 2017.

### Oratorio de Noël
L'une des compositions qui se démarquent dans l'œuvre d'Elgenmark est son magnum opus l'Oratorio de Noël, Ordet vart kött (la Parole faite chair), qu'il a écrit entre 1973 et 1981. L'oratorio est écrit pour chœur, voix solo, récitatif, chant de congrégation et orchestre symphonique. Le final est une fugue quadruple. Les fugues triples sont répandues, mais en revanche les fugues quadruples sont rares dans le répertoire musical. La première eut lieu à l'église St. Matthieu à Norrköping le 10 janvier 1982 et le chef d'orchestre fut le directeur musical Hans Zimmergren.
Dans une interview à la radio, Elgenmark mentionna les sources d'inspiration suivantes pour son oratorio: «Pour autant que je me connaisse, je me suis beaucoup inspiré de la musique chorale anglaise, de la tradition anglicane et d'une certaine musique d'église impressionniste colorée, en particulier dans le domaine anglais. Je peux citer un compositeur comme Herbert Howells (...) qui a beaucoup compté pour moi ».
Un point culminant de l'oratorio est la chanson de chœur O soluppgång (Ô lever du soleil) basée sur des antiennes médiévales. L'Oratorio de Noël d'Elgenmark a été joué pour la dernière fois en 2013 dans l'église St. Olai de Norrköping, sous la direction de l'organiste et directeur musical David Löfgren.

## Style de musique
Ce qui distingue le style d'Elgenmark est « une utilisation exquise du contrepoint, de l'harmonie colorée, d'un idiome musical clair et d'une instrumentation pleine de confiance ». Toujours fidèle à ses idéaux de musique romantique, quels que soient les différents styles qui prévalaient dans la musique d'orgue de l'époque, il fut un outsider car il jouait des compositeurs de musique romantique, tels que Guilmant et Widor, qui étaient considérés comme impossibles à jouer en Suède dans les années 1960 en raison de mouvement de réforme de l'orgue (en). Aujourd'hui, il semble avoir été un pionnier dans le domaine de la nouvelle musique romantique et compte de nombreux adeptes.
Sur la question de ce qui caractérise son style, Elgenmark répondit dans une interview à sa retraite que « c'est probablement l'harmonie, l’idée des accords étendus, une extension au-delà de la triade » et qu'il a été influencé par « César Franck, Oskar Lindberg et Sigfrid Karg-Elert et un mélange de mode de l'Église, de musique romantique tardive et d'impressionnisme prudent ».

## Répertoire et improvisation

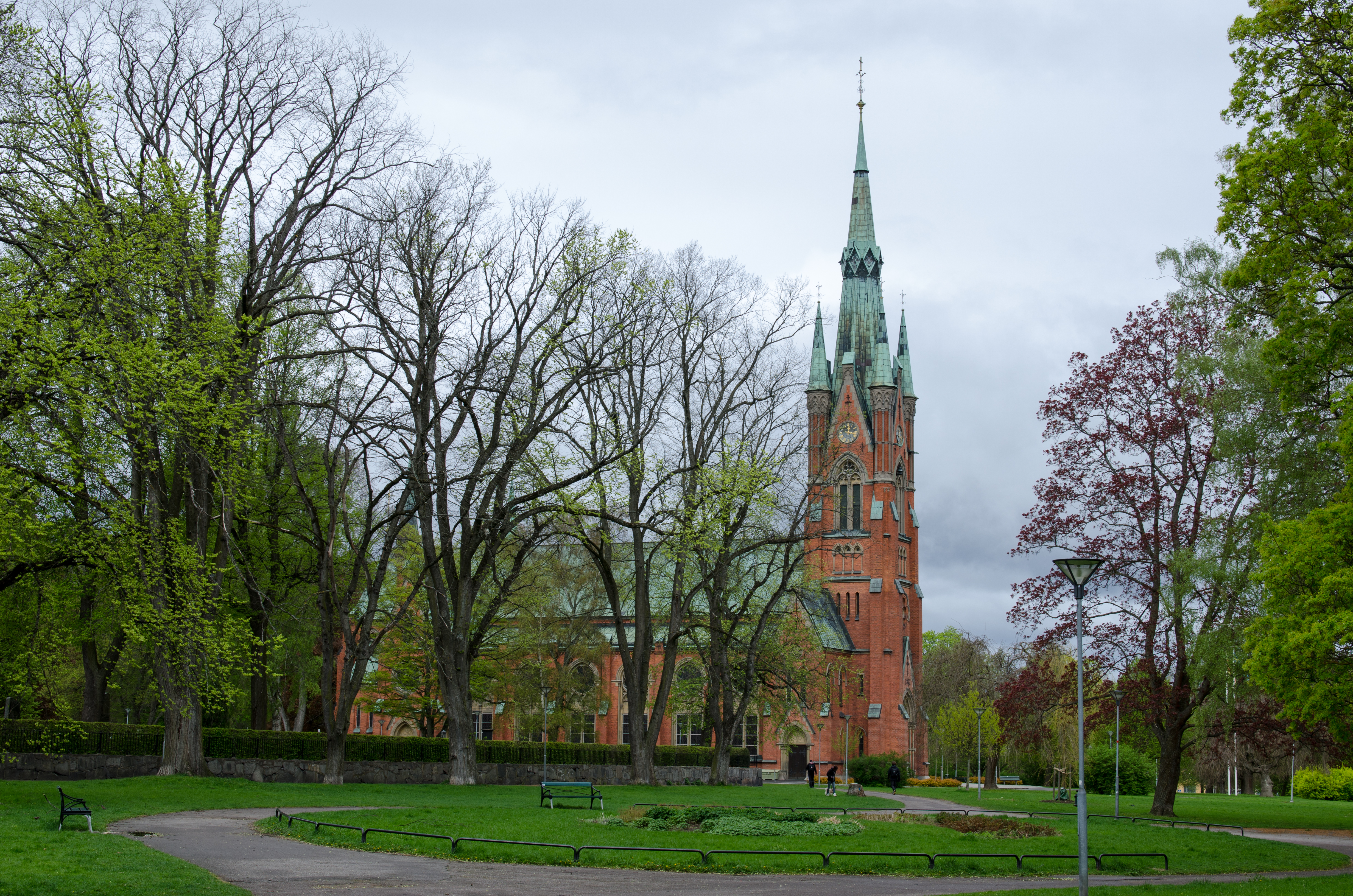
Église St. Matthieu 2012

Elgenmark a joué ses propres œuvres pour orgue et celles d'autres compositeurs sur la Radio P2 de Suède dans les années 1980 et 1990. Sur l'orgue de cathédrale de l'église St. Matthieu (Matteus kyrka) à Norrköping, où Elgenmark a servi de 1968 jusqu'à sa retraite, il a tenu des récitals d'orgue chaque semaine pendant 27 ans où il a joué un large répertoire d'orgue. Il a joué les grandes œuvres de Bach, les sonates de Rheinberger, les symphonies de Widor, la symphonie géante Credo d'Otto Olsson, la musique des romantiques suédois et ses propres œuvres. La capacité d'improvisateur d'Elgenmark était particulièrement développée, et ses préludes de chorale étaient grandement appréciés. Au cours des dernières années de sa vie, il composa de la musique d'orgue arrangée pour 72 chorales. Arrivé a l’âge de 80 ans, Elgenmark était arrivé à son Opus numéro 47. Il est enterré au Cimetière de l'église St. Matthieu à Norrköping.

## Œuvres principales

### Symphonies pour orgue
- Symphonie no 1, en mi bémol majeur, Carillon Symphony (1972) op. 19
- Symphonie no 2 , en ré mineur, Sinfonia breve (1975) op. 26
- Symphonie no 3, en mi mineur, Symphonie élégiaque (1973–1990) op. 35
- Symphonie no 4, en la majeur, Festival Symphony (1992) op. 38
- Symphonie no 5, en sol mineur, Retrospection (1977–2002) op. 40
- Symphonie no 6, en ut majeur, Enigma (1995–2001) op. 41
- Symphonie no 7, en si bémol mineur, (inachevée) avec une fugue quadruple

### Oratorio
- Oratorio de Noël, Ordet vart kött (la Parole faite chair) pour voix solo, chœur, orchestre symphonique, harpe, orgue, récitatif et chant de congréation (1973–1981, rev. 2003) op. 30 n˚ 1

## Discographie
- Henrik Cervin: Orgue dans Gustavi Dome à Göteborg, Opus 3 Records – 8307 (1983) | I denna ljuva sommartid d'Elgenmark[46]
- Trois organistes à Norrköping (2000) | Olle Elgenmark, Bengt-Göran Sköld et Hans Zimmergren, Kyrkonämnden, Norrköping[47]

- Ralph Gustafsson – Orgeln i Sofia kyrka, Stockholm (Ictus Music Production 2017 –2018 IMP1821) | Symphonie pour orgue n ° 2 d'Elgenmark, Sinfonia Breve[48]